# Zwicknia bifrons
Zwicknia bifrons ist eine Steinfliegen-Art der Gattung Zwicknia, die früher als Capnia bifrons-Gruppe bezeichnet wurde, seit 2014 aber als eigene Gattung aufgefasst wird. Das frühere Sammeltaxon Capnia bifrons enthielt mehrere kryptische Arten, die heute morphologisch und molekular gut getrennt werden können.

## Merkmale der Larven
Der Körper wird bis 9 Millimeter lang und ist schmal, lang gestreckt und stark beborstet. Er ist strohgelb bis hellbraun gefärbt. Am Kopf und den Seiten des Abdomens finden sich manchmal braune Flecken. Die Flügelscheiden befinden sich parallel zum Körper. Bei männlichen Larven sind sie stark verkürzt und überlappen sich auch im letzten Larvalstadium nicht. Bei den Abdomensegmenten 1 bis 9 sind Tergite und Sternite getrennt. Das erste Tarsenglied ist nur geringfügig kürzer als das dritte. Das zweite Tarsenglied ist sehr kurz.

## Merkmale der Imagines
Die geflügelten Weibchen lassen sich morphologisch nur sehr schwer von den anderen Arten der Gattung trennen. Die Männchen zeichnen sich jedoch durch artspezifische Genitalien, insbesondere die Form des Epiproktes, aus. Die stark verkürzten Flügelstummel der Männchen überlappen sich im Unterschied zu anderen Arten der Gattung in der Regel nicht. Auch die Trommelsignale der Männchen sind artspezifisch. 

## Lebensweise
Die Larven der Art kommen im Flach- und Bergland in Bächen (nur ausnahmsweise in Flüssen) vor, Schwerpunkt des Vorkommens ist der Bachoberlauf (Epirhithral). Sie ernähren sich von Algen und Detritus, bevorzugt von ins Wasser gefallenen Blättern von Laubbäumen (Falllaub). Sie lebt auf Kies und Steinen, ausnahmsweise auch auf Sand, wobei sie Bereiche mit schwacher Strömung bevorzugt. Sie bevorzugt sommerwarme Gewässer und fehlt deshalb in den höheren Gebirgen. Larvalentwicklung und Wachstum erfolgen aber überwiegend im Winterhalbjahr. Gegenüber Gewässerversauerung durch Schwefeldioxid-Immissionen ist sie unempfindlich. Ihr Saprobienindex nach dem Saprobiensystem ist 1,4, sie gehört damit in die Lebensgemeinschaft der Gewässergüteklasse I (unbelastet), erträgt aber eine geringe organische Verschmutzung. Die Generationsdauer beträgt ein Jahr. Die Art ist ovovivipar mit Ruhestadium (Diapause) der Larven im Hochsommer; in dieser Ruhephase kann sie Austrocknung des Gewässers ertragen, wodurch sie auch in sommertrockenen kleinen Bächen leben kann. Die Imagines schlüpfen im Spätwinter und zeitigem Frühjahr.

## Vorkommen
Das Verbreitungsgebiet umfasst Mittel- und Nord-Europa. 

## Belege
- Herbert W. Ludwig: Tiere und Pflanzen unserer Gewässer. BLV Verlagsgesellschaft, München 2003, ISBN 3-405-16487-7.
- W. Graf, A. W. Lorenz, J. M. Tierno de Figueroa, S. Lücke, M. J. López-Rodríguez, J. Murphy, A. Schmidt-Kloiber: Plecoptera Indicator Database. Euro-limpacs project. Workpackage 7. 2007. (www.freshwaterecology.info, version 5.0, abgerufen am 5. Januar 2012)
- D. Murányi, M. Gamboa, K. M. Orci: Zwicknia gen. n., a new genus for the Capnia bifrons species group, with descriptions of three new species based on morphology, drumming signals and molecular genetics, and a synopsis of the West Palaearctic and Nearctic genera of Capniidae (Plecoptera). In: Zootaxa. Band 3812, Nr. 1, 2014, S. 1–82.